# Can Gurguí
Can Gurguí és una masia del Parc de la Serralada Litoral, al municipi de Vallromanes (Vallès Oriental), inclosa en l'Inventari del Patrimoni Arquitectònic de Catalunya.
És ubicat a Vallromanes: cal sortir de Teià cap a Vallromanes pel passeig de la Riera i seguir per pista fins al coll de Clau. Un cop a la pista de la Carena, girem a la dreta cap al coll de Can Gurguí, a 720 metres. A l'esquerra surt una pista ampla que mena a la Font de Can Gurguí i a la masia/restaurant. Hi ha dos indicadors: un per al restaurant i un altre per a la font. A principis del segle xxi funciona com a restaurant rural, especialitzat en carns a la brasa. Al menjador principal es conserva un mural al fresc dedicat a la Mare de Déu del Carme i a Sant Joan.

## Descripció
Edifici civil. Antiga masia a la que se li ha afegit a la dreta un edifici molt posterior. La masia segueix l'estructura típica de la casa catalana: teulada a dues vessants i carener perpendicular a la façana, porta d'arc de mig punt dovellada i un rellotge de sol pintat a la façana, sobre el que hi ha la següent inscripció: "Casa Gurguí siglo XI, J. L. Año 1899". A l'altura del primer pis hi ha dues finestres amb brancals i llindes de pedra. A l'esquerra de la porta hi ha una finestra i a la dreta una porta, obertes posteriorment.
Adjunt a aquesta església hi havia un cementiri, com semblen demostrar uns ossos que les aigües pluvials van deixar al descobert i algunes restes de paret. També hi podria haver hagut un convent de monges, però les referències que n'hi ha són dubtoses.

## Història
En el llibre de notes històriques recollit per Rosa Mogas es parla de Can Gurguí com de la Capella de Sant Andreu de Llobons: "Can Gurguí Gros, existent ja en el segle xiii, la qual vers 1854 deixà d'ésser capella, traslladant-ne l'altar a Can Riera de Sant Mateu. En substitució de la capella, feu un oratori a la Verge de la Mercè en un departament de la casa, i des de llavors dita capella ha estat destinada a dependències de la masia, la qual té al detràs una habitació anomenada lo quarto de l'ermità".